# Инва Муља
Инва Муља (Тирана, 27. јун 1963) је албански оперски лирски сопран. Сопранску каријеру започела је у врло раној доби. Њен отац (Авни Муља) и мајка (Нина Муља) такође су биле оперски певачи. Позната је и по томе што је дала глас Плавој лагуни у филму Пети елемент.

## Каријера
Инва је рођена у Тирани, у Албанији, од албанског оца из Ђаковице и од руске мајком. Године 1987, победила је на такмичењу Cantante d'Albania у Тирани и 1988. на такмичењу Жоржа Енескуа у Букурешту. Године 1992, победила је на такмичењу Лептир у Барселони. Добила је награду на Првом Опералијском међународном такмичењу за оперу у Паризу, 1993. године.
Касније је наступала на разним концертима у Опери Бастиља у Паризу, а у Бриселу за Еуропалија фестивал, у Минхену и Ослу. Године 1996, извела је оперу Луиђија Керубинија 'Медеја'. Након тога се 1998. вратила опери La jolie fille de Perth Бизеа.
Након тога снимила је Пучинијеву La rondine са Анџелом Георгију за ЕМИ док је за сценску продукцију 2005. године заузела је место Анџеле Герогију у главној улози Магде на наступима у [Тулузу] и Паризу. Касније је извела концертну верзију Бизеовог Ивана IV, која је имала свој деби у Плејел оперској дворани у Паризу, а снимак уживо је објављен као компакт диск. Године 2001, била је заузета у Италији, изводећи Вердијевог Фалстафа у у Веронској Арени, који су снимљени за ТВ а затим на DVD-у.
Инва је певала у операма 'Лучија од Ламермура, Боеми и 'Манон Леско', између осталих. Она је такође играла улогу Виолете у опери Травијата, и певала је у многим градовима широм света, укључујући Токио, Билбао, Трст и Торонто. Године 2007, извела је улофу Адине у 'Љубавном напитку' у Тулузу, а 2009. је отпевала насловну улогу у опериMireille у Париској опери, представи која је објављена на DVD-у. Такође, 2009. објавила је албум Il Bel Sogno, компилацију оперних арија.
Често наступа са француско-албанским пијанистом Генцем Тукичијем.
Њен бивши муж Пиро Исако је познати певач и композитор из Албаније, али је користила презиме Тчако, а не Чако. Међутим, након средине 1990. године почела је користити име Инва Муља и никада се није вратила на старо. Њен садашњи супруг је Хетем Рамадани, бизнисмен са територије Косова.